# Suzanne Lenglen
Suzanne Rachel Flore Lenglen (francoska izgovorjava: [syzan lɑ̃'glɛn]), francoska tenisačica, * 24. maj 1899, Compiègne, Francija, † 4. julij 1938, Pariz.
Suzanne Lenglen se je osemkrat uvrstila v finala turnirjev za  Grand Slam v posamični konkurenci in vseh osem dobila. Šestkrat je osvojila Prvenstvo Anglije, v letih 1919, 1920, 1921, 1922, 1923 in 1925, ter dvakrat Amatersko prvenstvo Francije, v letih 1925 in 1926. V finalih je po dvakrat premagala Dorotheo Douglass in Kathleen McKane Godfree ter enkrat Elizabeth Ryan, Mollo Bjurstedt Mallory, Joan Fry Lakeman in Mary Browne. V konkurenci ženskih dvojic je šestkrat osvojila Prvenstvo Anglije in dvakrat Amatersko prvenstvo Francije, v konkurenci mešanih dvojic pa trikrat Prvenstvo Anglije in dvakrat Amatersko prvenstvo Francije. Nastopila je na Poletnih olimpijskih igrah 1920, kjer je osvojila zlato v posamični konkurenci in med mešanimi dvojicami ter bron med ženskimi dvojicami. Leta 1978 je bila posmrtno sprejeta v Mednarodni teniški hram slavnih. Leta 1997 so drugo igrišče na Stade Roland-Garros, kjer se odvija Odprto prvenstvo Francije, poimenovali po njej Court Suzanne-Lenglen, kot tudi pokal za zmagovalko posamičnega turnirja Coupe Suzanne Lenglen.

## Finali Grand Slamov

### Posamično (8)

#### Zmage (8)
| Leto | Turnir                           | Nasprotnica v finalu    | Rezultat finala |
| 1919 | Prvenstvo Anglije                | Dorothea Douglass       | 10–8, 4–6, 9–7  |
| 1920 | Prvenstvo Anglije (2)            | Dorothea Douglass       | 6–3, 6–0        |
| 1921 | Prvenstvo Anglije (3)            | Elizabeth Ryan          | 6–2, 6–0        |
| 1922 | Prvenstvo Anglije (4)            | Molla Bjurstedt Mallory | 6–2, 6–0        |
| 1923 | Prvenstvo Anglije (5)            | Kathleen McKane Godfree | 6–2, 6–2        |
| 1925 | Amatersko prvenstvo Francije     | Kathleen McKane Godfree | 6–1, 6–2        |
| 1925 | Prvenstvo Anglije (6)            | Joan Fry Lakeman        | 6–2, 6–0        |
| 1926 | Amatersko prvenstvo Francije (2) | Mary Browne             | 6–1, 6–0        |